# Alider
Alider (arabiska: علوي) är en arabisk gemenskap som huvudsakligen finns i arabvärlden och de sydasiatiska länderna. Alider är de som accepterades som ättlingar till den fjärde kalifen och första shiaimamen Ali ibn Abi Talib, kusin och svärson till den islamiske profeten Muhammed, genom alla hans fruar.